# Козорог, Кристина Викторовна
Кристина Викторовна Козорог (укр. Крістіна Вікторівна Козорог, род. 2 декабря 1991, Гребёнка, Полтавская область) — украинская футболистка и футбольный арбитр.

## Биография
Кристина Козорог родилась в Гребёнке, что на Полтавщине. Заниматься футболом и футзалом начала в 8-летнем возрасте. В течение 2009—2010 годов защищала цвета столичного клуба «Атекс-СДЮШОР-16», который принимал участие в соревнованиях высшей лиги. Провёла за команду 9 матчей чемпионата. Была вынуждена закончить карьеру из-за травмы.
Кроме футбола занималась подиумным модельным бизнесом. Участвовала в показах Ukrainian Fashion Week и конкурсе красоты «Мисс Украина Онлайн».
Окончила Национальный университет пищевых технологий. Работала тренером в ДЮСШ и персональным фитнес-тренером.
В 2013 году, после окончания школы арбитров, начала судейскую карьеру, обслуживая матчи чемпионата области. С 2015 года начала привлекаться к проведению поединков ДЮФЛ и любительских соревнований. На профессиональном уровне мужских соревнований дебютировала 22 июля 2018 года в поединке второй лиги между житомирским «Полесьем» и «Черкащиной-Академией».
27 августа того же года оказалась в центре сексистского скандала после заявления тренера «Миная» Игоря Харьковщенко о том, что женщины должны рожать детей, а не судить футбол, в тонкостях которого они не разбираются. Харковщенко жестко обвинил Козорог в поражении своей команды от «Вереса», за что впоследствии был оштрафован руководством «Миная».
В конце 2018 года была отмечена Киевской областной федерацией футбола как один из лучших арбитров области.